# آلفا-متیل‌استیرن
آلفا-متیل‌استیرن (به انگلیسی: Alpha-Methylstyrene) یک ترکیب شیمیایی با شناسه پاب‌کم ۷۴۰۷ است. شکل ظاهری این ترکیب، مایع بی‌رنگ است.